# Така її доля
«Така її доля» — оповідання Лесі Українки, «образок з життя».

## Історія написання
Датується орієнтовно 1888 роком: не пізніше кінця цього року оповідання було передано до журналу «Зоря».
Автограф не знайдено.
Датується орієнтовно 1888 р.: не пізніше кінця цього року оповідання було передано до журн. «Зоря».

## Сюжет
У оповіданні розповідається про те, як на попрядки до Пріськи Чугаївни прийшла її кума Мотря. Між жінками ведеться розмова про важке життя своїх дочок в невістках.Як вони будуть мучатись зі своїми чоловіками та дітьми , адже діти важкий тягар.

## Народні пісні в оповіданні
У оповіданні головний персонаж Пріська Чугаїха співає уривки з 2 народних пісень: «Чи ти мене, моя мати, в барвінку купала» та «Дала мене мати далеко від себе».